# Bosco dei Preti
Bosco dei Preti è una contrada rurale di Avellino, sita sul colle alle pendici del Faliesi, confinante con il comune di Contrada, ed altri territori campestri come Acqua del paradiso, Contrada Cesine, Contrada Chiaire e infine Contrada Bagnoli, l'antica Balneum, alla quali era un tempo annessa.

## Storia
La prima documentazione del nome, “Valle delli Preiti”, è datata al 1555. Poiché il territorio chiamato Balneum era proprietà di due potenti istituzioni ecclesiastiche (l'Abbazia di Montevergine e la Cattedrale di Avellino) nel 1296, il vescovo di Avellino, per evitare diatribe, permutò alcuni beni. 
Così alcuni possedimenti che si trovavano nella zona valliva in cui il Fenestrelle prendeva il nome di Flumen Formata, furono ceduti all'Abate, mentre il Capitolo della Cattedrale ottenne una parte del Balneum, a cui fu assegnato il nome di Bosco del Capitolo. Per molti secoli Bosco dei Preti è stato proprietà della Curia, a cui i contadini, loro coloni, concedevano una parte del raccolto o lo convertivano in danari per pagare la loro quota; tutti i terreni sono stati successivamente riscattati anche se l'agricoltura, soprattutto la coltivazione del nocciolo, sta subendo i contraccolpi della crisi economica.

## Società

### Tradizioni e folclore
Come in tutte le zone rurali le tradizioni contadine, altrove tramontate,qui sopravvivono:importante è  il culto Micaelico, che si tiene in Maggio sul vicino monte di Faliesi, e il tradizionale falò per ricordare il patrono, San Modestino martire, all'imbrunire di ogni 13 febbraio.